# Thee Michelle Gun Elephant
Thee Michelle Gun Elephant, souvent abrégé TMGE, est un groupe de garage punk japonais, originaire de Tokyo. Formé en 1991, ils sont connus au Japon, et également des fans occidentaux de garage rock, pour avoir grandement influencé la scène punk et garage japonaise, et donné ses lettres de noblesse au rock japonais avec des groupes tels que Guitar Wolf ou 54 Nude Honeys (loin du visual kei véhiculés par le succès de ce mouvement auprès de la jeunesse occidentale et parfois assimilée à tort à toute la scène J-rock).
Le groupe connait un succès dans le milieu rock underground en Occident — particulièrement aux États-Unis — grâce à leur découverte par le groupe de rock psychédélique The Brian Jonestown Massacre, qui les fait connaitre auprès de leurs fans après avoir assisté à un show de TMGE à Los Angeles. Anton Newcombe sera si impressionné par le groupe qu'il ordonnera au patron de son label Alive Records, Patric Boissel, d'en savoir plus sur eux. Cela amène ce dernier à les signer sur son label, ce qui permet la sortie aux États-Unis de l'album Gear Blues en 2000. Le groupe se dissout à la fin 2003, les membres ayant décidé de continuer dans d'autres projets musicaux.

## Biographie

### Origines et débuts (1996–1997)
Nés entre 1966 et 1969, les quatre membres, à cette période étudiants, se rencontrent à l'université Meiji Gakuin de Tōkyō, et forment le groupe en 1991,. Le nom du groupe vient du nom d'un autre groupe qui les a influencés, Thee Headcoats, et d'une erreur de prononciation du titre d'un album de The Damned, Machine Gun Etiquette. Le tout mélangé donne Thee Machine Gun Elephant. Le changement de Machine en Michelle vient d'une mauvaise prononciation du nom par un de leurs amis durant l'enregistrement d'une de leurs premières cassettes audio d'une session jam où ils reprenaient des chansons des deux groupes en question.
Il faut attendre le 25 novembre 1993 pour qu'ils sortent leur premier album Maximum! Maximum!! Maximum!!, un auto-produit. Le groupe enregistre son premier véritable album en 1995 en Angleterre, Wonder Style, un EP qu'il sort en octobre de la même année sur un label indépendant, Trippin' Elephant, après avoir été enregistré en Angleterre. Enregistré à Londres, Wonder Style profite surtout de la participation du producteur Chris Brown, connu pour ses travaux avec Radiohead et Pink Floyd. Ils le font rapidement suivre par l’album de leurs débuts, premier album signé en major, Cult Grass Stars, enregistré à nouveau en Angleterre, avec Brown ; l’album sort au Japon le 1er mars 1996, précédé du single Sekai No Owari (World's End) en février, le tout Triad, sur un label de Nippon Columbia. TMGE, qui n’est pas le genre de groupe à perdre son temps, pousse encore un peu plus le volume sur leur second album, High Time (la version vinyle parait sous le titre Is This High Times ?), enregistré aux États-Unis et qui sort en novembre 1996. Plébiscité par la critique, il atteint la 13e place des charts japonais, et lance le groupe sur la route pour une tournée de 21 dates à guichet fermé à travers le Japon.
Chiken Zombie, leur troisième album, parait en 1997, enregistré de nouveau en Angleterre, où ils profitent d'ailleurs de leur présence pour y donner une série de concerts qui est un triomphe. L'album monte à la 5e place des charts japonais, et les billets pour la tournée de 52 dates dans tout le Japon trouvent tous preneurs en un temps record. L’été suivant, Thee Michelle Gun Elephant s’autorise le luxe d’un concert en plein air, devant 50 000 fans au Fuji Rock Festival à Tōkyō, dont ils partageaient l’affiche avec des artistes comme Primal Scream, Garbage, Sonic Youth, Ian Brown et Beck. C’est en 1998 que le groupe part pour son World Psycho Blues Tour.

### Succès en Occident (1998–2000)
L’album de la découverte pour les occidentaux est Gear Blues, qui sort au Japon à la fin 1998, et en 2000 en Europe et aux États-Unis, confirmant leur style unique autoproclamé « japanese monster rythm and blues ». À la manière d’Iggy Pop, TMGE combine des hymnes mélodiques et un épais mur de défoulement musical. En 1999 sort Rumble, un album compilant des faces B du groupe.
Le cinquième album du groupe, Casanova Snake, qui sort le premier trimestre 2000, suit bientôt à la fois au Japon comme aux États-Unis, du fait du succès de Gear Blues. Par la suite, TMGE publie TMGE106, une compilation de leurs meilleurs titres depuis 1995 à 2000, dont une version destinée au marché US paraît aussi sous le titre de TMGE Collection sur le label américain indépendant Alive Records. Un album live est aussi publié en 2000, Casanova Said "Live or Die".

### Changement de label et fin (2001–2003)
Le 23 mai 2001 sort Rodeo Tandem Beat Specter. Néanmoins, TMGE commence à montrer des signes de remise en question. Ils quittent Triad et, en 2002, sortent sur Island Records le single Taiyō o tsukande shimatta (He Got the Sun), premier extrait de leur prochain album qui doit sortir en 2003. Parallèlement sort la double compilation The Grateful Triad Years - 1995-1997 /1997-2002 en 2002, rétrospective de la discographie du groupe sur Triad, et Chiba Yusuke, leader de TMGE, commence un side project au groupe avec Rosso, groupe de garage rock lui aussi, fondé avec Toshiyuki Terai, ancien bassiste de Blankey Jet City.
Sabrina Heaven paraît donc l'année suivante en mars, suivi d'un EP en juin pour la promotion de ce dernier, Sabrina No Heaven. À la fin de l'année, le 11 octobre plus exactement, quand se termine son Last Heaven Tour, le groupe annonce officiellement sa séparation au grand malheur des fans, mettant fin à 12 années de déflagration sonore. D'après les membres, TMGE préfère se dissoudre avant de tourner en rond, estimant avoir fait le tour de la question, et les divergences musicales et artistiques dans le groupe risquant désormais de fléchir la qualité d'un hypothétique futur TMGE. Pour la dissolution du groupe sort leur second album live, Last Heaven's Bootleg à la fin 2003.

### Après TMGE
Après TMGE, Ueno Kōji, le bassiste du groupe, fonde Radio Caroline avec Kusube Shin'ya, ancien Neatbeats, et Chiba Yusuke continue à jouer dans Rosso qui publie quelques albums, et participe à Raven, le projet solo de Terui Toshiyuki. En 2006, Rosso part à son tour, et Chiba et le guitariste du groupe Imai Akinobu fondent Midnight Bankrobber, groupe éphémère qui publiera un album unique. Depuis 2006, Chiba Yusuke joue dans son nouveau groupe, The Birthday, toujours accompagné de Imai Akinobu, mais aussi et surtout de Kuhara Kazuyuki, son camarade ancien batteur de TMGE qui les rejoint, et de Hirai Haruki à la basse.
Le 23 juillet 2009, Abe Futoshi décède d'un hématome extra-dural, à l'âge de 43 ans,. Sa mort soudaine est survenue à la veille du Fuji Rock Festival, durant lequel nombre de musiciens lui rendirent hommage, à commencer par celui de son ami Chiba Yūsuke  qui lui dédia sa performance du 25 juillet avec The Birthday. Le film Michelle Gun Elephant "THEE MOVIE" -LAST HEAVEN 031011-, sorti au Japon en décembre 2009, qui comprend des extraits du dernier concert de TMGE, en plus de quelques images d'archives, est également dédié à sa mémoire. Le 20 janvier 2010 sort un coffret DVD 10 disques Thee Live. En 2015, un mémorial spécialement dédié au groupe ouvre ses portes à Shibuya.

## Style musical
Thee Michelle Gun Elephant commence à jouer au Japon un garage rock et rauque inspiré par The Stooges, Thee Headcoats, The Roosters ou le MC5. Les riffs de guitare déchirés de Futoshi Abe (アベ フトシ) propulsent leur son violent sur le rythme motorique et les grooves épais de la basse de Kōji Ueno (ウエノ コウジ) et les beats lourds de Kazujuki Kuhara (クハラ カズユキ). La voix éraillée de Yusuke Chiba (チバ ユウスケ) alterne chant et cris, la plupart du temps en japonais, et donne à l’ensemble une cohérence enragée.
Initialement, le son de Thee Michelle Gun Elephant était dérivé du blues et du punk britannique, et a évolué vers les sphères du blues rock, du garage punk, du garage rock et du rock alternatif. TMGE combine en effet mélodies rock 'n' roll et blues avec un son énorme, crasseux et agressif hérité du punk et du garage rock comme du grunge, combiné à un chant éraillé et rauque. Lorsqu'il a été demandé au groupe de définir à quel style il appartenait, il a comiquement inventé le terme de « japanese monster rythm and blues » (ce qui pourrait se traduit par « monstrueux RnB japonais »).

## Membres
- Chiba Yusuke (チバユウスケ?) - chant, guitare, paroles
- Abe Futoshi (アベフトシ?) - guitare
- Ueno Kōji (ウエノコウジ?) - basse
- Kuhara Kazuyuki (クハラカズユキ?) - batterie

## Discographie

### Albums studio
- 1993 : Maximum! Maximum!! Maximum!!! (auto-produit)
- 1996 : Cult Grass Stars (Triad)
- 1996 : High Time / Is this High Times ? (version vinyle) (Triad)
- 1997 : Chicken Zombie (Triad)
- 1997 : Gear Blues (Triad)
- 2000 : Casanova Snake (Triad)
- 2001 : Rodeo Tandem Beat Specter (Island Records)
- 2003 : Sabrina Heaven (Island Records)

### EP
- 1995 : Wonder Style (Trippin' Elephant, réédité en 1997 par Triad)
- 2003 : Sabrina no heaven (Island Records)

### Albums live
- 2000 : Casanova Said "Live or Die" (Triad)
- 2003 : Last Heaven's Bootleg (Island Records)

### Compilations
- 2000 : TMGE106 (Triad)
- 2001 : Collection (Alive Records ; sortie américaine)
- 2002 : Grateful Triad Years (Triad ; rétrospective en 2CD, couvrant respectivement 1995 à 1997 et 1997 à 2002)
- 2009 : Thee Greatest Hits (Columbia ; nouveau best-of paru après le décès d'Abe Futoshi)

### Autres
- 1997 : Wonder Style (réédité en 1997 ; Triad)
- 1998 : Vibe On! (Trippin' Elephant)
- 2001 : Kwacker (split CD avec Mick Green ; Trippin' Elephant)

### Singles
- 1996 : Sekai no Owari (World's End) (Triad)
- 1996 : Candy House (Triad)
- 1996 : Lily (Triad)
- 1997 : Culture (Triad)
- 1997 : Get Up Lucy (Triad)
- 1997 : The Birdmen (Triad)
- 1998 : G.W.D (Triad)
- 1998 : Out Blues (Triad)
- 1998 : Smokin' Billy (Triad)
- 1999 : Rumble (recueil de faces-B ; Triad)
- 2000 : GT400 (Triad)
- 2000 : Baby Stardust (Triad)
- 2001 : Abakareta-sekai (Triad)
- 2002 : Taiyou wo tsukande shimatta (He Got the Sun) (Island Records)
- 2003 :  Girl Friend (Trippin' Elephant)
- 2003 : Electric Circus (Island Records)

## Vidéographie
- 2004 : Thee Michelle Gun Elephant Live At Nissin Lower Station (DVD live)
- 2004 : A Filmography of Thee Michelle Gun Elephant ~The complete PV collection Triad Years 1995-2002~ (recueil de clips)
- 2009 : Michelle Gun Elephant "THEE MOVIE" -LAST HEAVEN 031011- (DVD live du dernier concert du groupe, et images d'archives)
- 2010 : Thee Live (coffret DVD 10 disques)